# 朱次琦

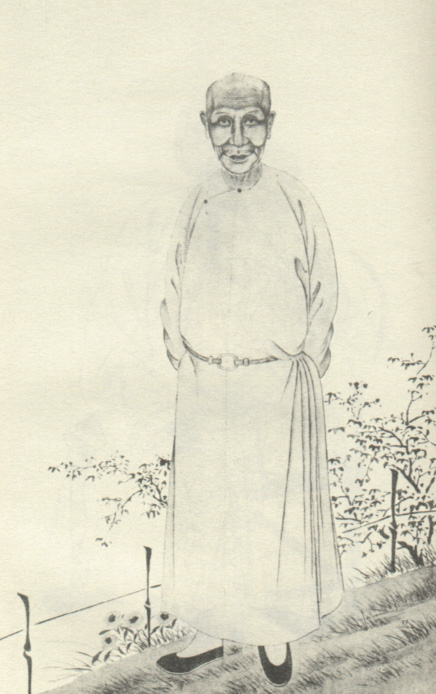
朱次琦

朱 次琦（しゅ じき、Zhu Ciqi、1807年 - 1881年）。字は稚圭。清朝の儒学者。
広東省南海出身。1847年に進士となり、1852年に山西省襄陵の知県となった。その後、故郷に帰り、九江鎮の礼山草堂で20数年にわたって講学を行い、九江先生と称された。宋明理学と漢学を併せた実学を唱えた。著書に『国朝名臣言行録』『五史実徴録』『晋乗』『国朝逸民伝』『性学源流』『蒙古聞見』などがあったが、世を去る前に焼却してしまった。わずかに『朱氏伝芳集』『南海朱氏家譜』『燔余集』『囊中集』『朱九江先生集』が現在に伝わっている。
弟子に康有為がいる。